# Saarinen (sjö i S:t Michel, Södra Savolax, 61,64 N, 27,52 Ö)
Saarinen är en sjö i kommunen S:t Michel i landskapet Södra Savolax i Finland. Sjön ligger 82,1 meter över havet. Arean är 44 hektar och strandlinjen är 7,7 kilometer lång. Sjön  ingår i Vuoksens huvudavrinningsområde.   Den ligger omkring 14 kilometer öster om S:t Michel och omkring 210 kilometer nordöst om Helsingfors. 
I sjön finns öarna Jänissaaret och Jusinsaari. 